# Benzodiazepinen

Structuurdiagram benzodiazepinen: benzeenring gefuseerd met een diazepinering. Een tweede benzeenring hangt aan de diazepinering met een enkele binding. Aan de eerste benzeenring hangt een groep met label R7; aan de tweede een groep gelabeld R2'; twee groepen R1 en R2 hangen aan de diazepinering.

Benzodiazepinen (BDZ) zijn psychotrope middelen die behoren tot de GABA-agonisten. Ze werden in het verleden vaak minor tranquillizers genoemd. In de geneeskunde worden ze voorgeschreven vanwege hun sederende (kalmerende, slaapbevorderende) en anxiolytische (gevoelens van angst verminderende) eigenschappen. Spierverslapping kan zowel behandeldoel als bijwerking zijn. Benzodiazepinen staan op lijst 2 van de Opiumwet en worden daarmee gezien als softdrugs.
De ontdekking van deze middelen was een medische doorbraak. Met name omdat deze middelen beter worden verdragen en in overdosering veel veiliger zijn dan de tot dan toe veel gebruikte barbituraten.
Benzodiazepinen worden op grote schaal voorgeschreven, in Nederland per jaar ongeveer 10 miljoen recepten. Tot aan 2002 is het gebruik elk jaar toegenomen. Vanaf 1 januari 2009 worden veel van deze medicijnen alleen nog in Nederland vergoed door de ziektekostenverzekering indien de arts op het recept een bepaalde code (B2-code: betreffende specifieke aandoeningen) schrijft. Desondanks neemt het aantal problematische verslaafden sterk toe tot in ieder geval 2021.

## Chemie

De term benzodiazepine heeft betrekking op het deel van de structuur dat bestaat uit een benzeenring die gefuseerd is met een 7-delige diazepine-ring. In de figuur hiernaast gaat het dus om de bovenste twee ringen. Alle medisch belangrijke benzodiazepines hebben een 5-aryl substituent en een 1,4 diazepine-ring. In de figuur is dat de onderste ring, een zogenaamde fenylgroep en de zevendelige ring met op de plaatsen 1 en 4 een stikstofatoom. Een uitzondering hierop is clobazam met een 1,5 diazepine-ring. De benzodiazepines bestaan uit het basisskelet van deze ringen en ze verschillen van elkaar qua substituenten.

## Farmacologie
De effecten van BDZs zijn voor het overgrote deel het gevolg van hun effect op de hersenen. De belangrijkste effecten zijn sedatie, slaapbevordering, vermindering van angst, spierverslapping, geheugenverlies en anti-epileptische eigenschappen. Deze effecten komen tot stand doordat de BDZs op bepaalde receptoren in de hersenen, te weten de GABA-A-receptor, aangrijpen. De GABA-A-receptor bestaat uit vijf onderdelen, die opgebouwd zijn uit zogenaamde subeenheden. De meerderheid van de GABA-A-receptoren in de hersenen bestaat uit α- , β-, en γ-subeenheden in de verhouding 2:2:1. Benzodiazepinen versterken selectief de werking van GABA, door binding op het grensvlak van de α –en γ-subeenheden van de receptor. (Niet aan α4 –of α6 subunits.)
Ondanks de farmacologische overeenkomsten tussen de BDZs verschillen ze sterk in hun klinische bruikbaarheid. Voor een deel wordt dit veroorzaakt door verschillen in halveringstijd (werkingsduur). De meeste benzodiazepinen, behalve oxazepam, temazepam en lorazepam, hebben metabolieten die eveneens werkzaam zijn. De halveringstijd kan hierdoor oplopen tot 100 uur. Dit geldt met name voor de stoffen die nordazepam als metaboliet hebben, zoals bijvoorbeeld chloordiazepoxide, clorazepinezuur, diazepam, ketazolam, medazepam en prazepam. Ter illustratie: Een middel met een zeer korte halveringstijd kan worden gebruikt voor het inleiden van een narcose. Een middel met een lange halveringstijd kan langdurige vermindering van angst en spanning geven.
Het is nog steeds niet duidelijk of de anxiolytische effecten en de sederende effecten hetzelfde zijn. Vermindert de angst doordat de spieren zich ontspannen en men zich een beetje loom voelt, of bestaat er ook een specifiek angstdempend effect? Interacties met andere geneesmiddelen zijn zeldzaam. Wel dient men op te passen met het gelijktijdig gebruik van alcohol en andere stoffen die de alertheid verminderen. Zij versterken elkaars sufmakende werking.

## Indicaties

### Slaapmiddelen (hypnotica)
Een lijst met preparaten: stofnaam gevolgd door (merknaam) van Benzodiazepinen die als slaapmiddel worden gebruikt. Meestal wordt een kort werkende benzodiazepine gekozen voor slaapstoornissen. Zie voor de halfwaardetijden en eliminatieschema's het Farmacotherapeutisch Kompas.
zeer kort werkendbrotizolam (Lendormin) – midazolam (Dormicum) – triazolam (Halcion)
kortwerkendloprazolam (Dormonoct) – lormetazepam (Loramet) – temazepam (Normison) – oxazepam (Seresta)
middellangwerkendnitrazepam (Mogadon) – lorazepam (Temesta) – flurazepam (Dalmadorm)
Langwerkende benzodiazepinen worden meestal niet als hypnotica (slaapmiddelen) voorgeschreven, aangezien ze overdag nog doorwerken. Meestal kiezen artsen voor de kortwerkende middelen, soms voor de zeer kort werkende middelen en een enkele keer voor middellange- of langwerkende middelen.
langwerkendlangwerkende benzodiazepinen worden maar zelden als slaapmiddel voorgeschreven omdat ze soms meer dan 12-24 uur werken. Bij regelmatige inname kan de halveringstijd oplopen tot wel 75-100 uur bij diazepam en vergelijkbare benzodiazepinen.
flunitrazepam (Rohypnol)
Flunitrazepam is, ondanks zijn lange eliminatiehalveringstijd, toch te beschouwen als een kortwerkend hypnoticum. Omdat het verdelingsvolume van flunitrazepam zo groot is, wordt de werkingsduur niet meer door eliminatie bepaald, maar door de distributie over de weefsels (distributiehalveringstijd is 3 uur).

### Angstverminderende middelen (anxiolytica)
Nog niet onder slaapmiddelen genoemde benzodiazepinen die vooral als angstverminderend middel worden gegeven:
- alprazolam (Xanax), kort- tot middellangwerkend
- bromazepam (Lexotanil), middellang- tot langwerkend
- chloordiazepoxide (Librium), langwerkend (eerste benzodiazepine die er was en vrijwel geheel uit de handel sinds 2019)
- clobazam (Frisium), langwerkend
- clonazepam (Ritrovil) middellang- tot langwerkend
- clorazepinezuur (Tranxene), clorazepaat, langwerkend
- diazepam (Valium), langwerkend tot zeer langwerkend (soms een stapelwerking tot 100 uur, bij veelvuldig gebruik)
- ketazolam (Unakalm), langwerkend
- medazepam (Nobrium), (zeer) langwerkend
- oxazepam (Seresta), kortwerkend
- prazepam (Reapam), langwerkend

### Andere indicaties
Soms worden benzodiazepinen ook voorgeschreven tegen epilepsie en koortsconvulsies.  Een voorbeeld hiervan is clonazepam. Dit type medicijnen vermindert namelijk de prikkelgevoeligheid van de patiënt, waardoor epileptische klachten uitblijven. Daarnaast kan gekozen worden voor gebruik van deze middelen als verdovingsmiddel in de laatste levensfase.

## Bijwerkingen
De meeste bijwerkingen zijn een direct gevolg van het werkingsmechanisme of een ontwenningsverschijnsel.
- Slaperigheid overdag is de meest gemelde bijwerking, met risico's voor rijgedrag en het besturen van machines (met name bij de langwerkende middelen).
- Afname van concentratie en geheugenverlies, waardoor het aanleren van nieuwe vaardigheden en kennis wordt bemoeilijkt. Leren voor school of studie gaat bijvoorbeeld moeizamer.
- Beïnvloeding van de kwaliteit van de slaap. De hoeveelheid diepe slaap neemt af[10], het stadium van de slaap waarbij het meeste herstel plaatsvindt[11][12] (zowel fysiek als geestelijk).
- Toegenomen eetlust en gewichtstoename.
- Paradoxale werking bij toepassing als kalmeringsmiddel, waardoor de patiënt geagiteerd en agressief gedrag kan vertonen of in een psychose kan raken.[13]
- Verminderd libido.
- Huidreacties.
- Het gevoel een kater te hebben na het wakker worden.
- De psychomotoriek kan beïnvloed worden, met vooral bij ouderen een verhoogde kans op valincidenten.[14]
- Tinnitus (oorsuizen) en Hyperacusis (overgevoeligheid voor geluid).[15]

## Misbruik
Flunitrazepam (Rohypnol) of "rooie knol", wordt soms gebruikt als "verkrachtingsdrug". In combinatie met alcohol kan het middel spierverslapping en geheugenverlies (Anterograde amnesie) veroorzaken. In het uitgaanscircuit komt het voor dat mensen er mee gedrogeerd worden. Alle benzodiazepines zijn vanwege de kans op misbruik ervan opgenomen in lijst II van de Opiumwet.
Een overdosis leidt zelden tot overlijden, vanwege de geringe giftigheid van deze middelen. Overigens is de kans op overlijden bij een overdosis van hypnotische benzodiazepines, en met name de krachtige zoals flunitrazepam, temazepam en midazolam aanzienlijk hoger dan bij een overdosis van anxiolytische benzodiazepines. Ook de kortwerkende anxiolytische benzodiazepines zijn hierin gevaarlijker, met name alprazolam.

## Terugdringen en afbouwen van het gebruik
Bij langdurig gebruik treedt tolerantie op. Men heeft een steeds hogere dosis nodig om hetzelfde effect te bereiken. Indien tolerantie optreedt, lopen patiënten de kans psychisch en lichamelijk verslaafd te raken. Als men dan wil stoppen, kunnen ontwenningsverschijnselen optreden. Deze verschijnselen zijn vaak dezelfde als waarvoor men het middel gebruikt, bijvoorbeeld angst en slapeloosheid. Voorts kunnen lichamelijke klachten zoals tremor, zweten, tintelingen, maag-darmproblemen etc. voorkomen.
Volgens een in 2004 gepubliceerd onderzoeksrapport van het IVO gebruikte in 1993 ongeveer 7% van de Nederlandse ouderen (55-plussers) langdurig en vaak (vijf of meer dagen per week) benzodiazepinen. Ruim de helft van hen is in de periode 1994-1999 minder gaan gebruiken of gestopt, maar ongeveer 1% van de ouderen is in diezelfde periode juist langdurig frequente gebruiker geworden. In 1992 gebruikte in Nederland ongeveer 450.000 personen langer dan een jaar een BDZ. Chronisch gebruik (langer dan 3 maanden) is slechts zelden een goede behandelmethode. Redenen om het chronisch gebruik terug te dringen zijn: gebrek aan bewijs voor werkzaamheid op de lange termijn, gedragsveranderingen, geheugenverlies en verslaving. Bij ouderen verhoogt BDZ-gebruik de kans op heupfracturen met 50%.
Om het misbruik van benzodiazepinen terug te dringen, worden vanaf 1 januari 2009 in Nederland veel van deze medicijnen niet meer vergoed. Het gaat dan wel alleen om gebruik wegens onrust en angst- en slaapstoornissen. Gebruik tegen angststoornissen die niet op andere medicatie reageren, zekere psychiatrische aandoeningen, epilepsie en verdoving in de laatste fase van het leven wordt wel vergoed. Het gebruik van benzodiazepine bij psychiatrische aandoeningen is echter problematisch, omdat het een psychose kan opwekken en in stand houden. Aanvullend hierop wordt diazepam ook vergoed bij spierspasmen.
Het effect van de vergoedingsmaatregel was gering, veel mensen betaalden liever dan te stoppen.

### Afbouwschema en zeer langzaam afbouwen
Een afbouwschema heeft tot doel tot een dosisreductie te komen met een minimum aan ontwenningsverschijnselen. Het succes van afbouw is mede afhankelijk van leeftijd, duur van de inname, dosis en de ernst van de klachten waarvoor het benzodiazepine werd gegeven. Het hieronder beschreven schema is niet de enige manier om te minderen. Hoe hoger de dosering en hoe langer het gebruik, des te voorzichtiger de afbouw dient te geschieden.
Stap 1. Overschakeling naar een benzodiazepine met lange halveringstijd zoals diazepam. Het overschakelen moet gelijkmatig gebeuren. Indien de patiënt het benzodiazepine in meerdere giften per dag nam, wordt vaak één dosis per keer gesubstitueerd. Meestal wordt begonnen met de dosis voor het slapengaan. Een optimaal gelijkmatig effect wordt echter bereikt door iedere twaalf uur een halve dosis in te nemen.
Stap 2. Om de twee weken kan gewoonlijk één tiende of één achtste van de aanvankelijke dosis worden geminderd. Afbouwen met 1/8 per 2 weken duurt 14 weken. Begeleiding door een arts wordt aanbevolen. Capsules met de benzodiazepine kunnen door een apotheek 'op maat' worden gevuld. Ook is het mogelijk tabletten met behulp van een micro weegschaal op het gewenste gewicht te schuren. De pillenbreker werkt minder nauwkeurig.
Stap 3. Wanneer de dagdosis nog slechts 0,5 mg diazepam (of het equivalent daarvan) bedraagt, kan volledig worden gestopt.
Aanvullende behandeling tijdens het afbouwen kan bestaan uit gedragstherapie, relaxatietherapie, groepstherapie of het gebruik van een lipofiele bètablokker (werkt mogelijk ook tegen een door verdovende middelen zoals benzodiazepine opgewekte psychose, controleer echter hartslag) (of een antidepressivum, dit kent echter eenzelfde afbouwproblematiek als een  benzodiazepine).
Bij een deel van de mensen die langdurig een hoge dosis van een benzodiazepine hebben gebruikt, kan bij geen of onvoldoende afbouw een 'post-ontwenningssyndroom' ontstaan. Men spreekt hiervan als men twee jaar na het laatste benzodiazepinegebruik klachten houdt, die men ervoor niet of in veel mindere mate had. Ook zijn er mensen die benzodiazepines zeer langzaam af moeten bouwen, soms (bij b.v. diazepam) 1 mg per 2 weken, om het vol te kunnen houden, vooral als men de lagere doseringen gaat afbouwen. Van 50 naar 40 mg diazepam (of equivalent van een ander middel) kan twee tot drie keer zo snel gaan dan wanneer men van 30 naar 20 mg of lager gaat. Artsen zijn niet altijd op de hoogte en de standaardafbouwperiodes zijn vaak 6 tot 12 weken, wat veel te kort kan zijn bij een deel van de verslaafden. Een deel van de mensen die te kort hebben afgebouwd, met of zonder hulp van een arts, gaat de medicijnen in het illegale circuit kopen om de (zware) ontwenningsverschijnselen kwijt te raken. 
Professor Heather Ashton van de Universiteit van Newcastle upon Tyne deed onderzoek naar langdurige ontwenningsverschijnselen en had patiënten die een zeer langzaam afbouwschema volgden. Zij publiceerde 'The Ashton Manual', dat in 2002 online kwam. Het gedrag van de persoon tijdens de periode van het gebruik van de benzodiazepine kan hier in mee spelen. Mensen met een gezonde leefwijze tijdens het gebruik van een benzodiazepine, hebben minder kans op het krijgen van zware en/of langdurige ontwenningsverschijnselen en het post-ontwenningssyndroom. In 2024 verschenen 'The Maudsley Deprescribing Guidelines' van de Britse psychiater Marc Horowitz. Dit biedt andere perspectieven op het reduceren van onder andere benzodiazepines. In tegenstelling tot 'The Ashton Manual', wordt het overschakelen naar diazepam niet standaard geadviseerd en zijn er langzamere afbouwschema's.

## Vergoeding Nederland
B2-code: benzodiazepinen worden door de zorgverzekeraar vergoed bij de volgende indicaties:
- onderhoudsbehandeling bij epilepsie of behandeling van een epileptisch insult;
- behandeling van angststoornissen, waarbij therapie met ten minste twee antidepressiva conform de geldende richtlijnen heeft gefaald;
- behandeling bij meervoudige psychiatrische problematiek, waarbij behandeling met hoge doses benzodiazepinen noodzakelijk is;[31]
- palliatieve sedatie bij terminale zorg.

uitbreiding per 18 augustus 2009:
- Spierspasmen (diazepam, als andere middelen niet meer werken)

- Biblioteca Nacional de España: XX529163
- Bibliothèque nationale de France: cb120015571 (data)
- Gemeinsame Normdatei: 4005552-8
- Library of Congress Control Number: sh85013239
- Nationale Bibliotheek van Tsjechië: ph730290
- Nationale Bibliotheek van Israël: 987007283132905171